# Vancouver (Washington)
Vancouver az Amerikai Egyesült Államok északnyugati részén, Washington állam Clark megyéjében elhelyezkedő város, a megye székhelye. A 2010. évi népszámlálási adatok alapján 161 791 lakosa van.
A városban található a Clark Főiskola és a Gateway Szeminárium papnevelő intézet székhelye, valamint a Washingtoni Állami Egyetem egyik kampusza is.
A város tankerületei a Vancouver Public Schools és az Evergreen Public Schools; előbbi a nyugati, míg utóbbi a keleti városrészek iskoláinak fenntartója. Vancouverben működik a Washingtoni Siketek Iskolája, illetve a Washingtoni Vakok Állami Iskolája is.

## Története
A térségben egykor a chinook és klickitat indián törzsek faházai álltak. A régiót előbbiek „Skit-so-to-ho”, utóbbiak pedig „Ala-si-kas” néven említették; a kifejezések jelentése „az iszapteknősök földje”. William Robert Broughton 1792-ben érkezett ide; a himlőjárvány miatt az őslakosok fele elhunyt; később a kanyaró, malária és influenza tovább csökkentette számukat.
Meriwether Lewis szerint a terület „az egyetlen letelepedésre alkalmas hely a Sziklás-hegységtől nyugatra”. Az első európai telepesek 1824-ben, a Hudson’s Bay Company szőrmekereskedő helyének megalapításakor érkeztek ide. A területet az amerikaiak és britek közösen használták; a későbbi határvitát az 1846-os oregoni egyezmény zárta le, amely a területet kizárólagos amerikai használatba adta. Henry Williamson 1845 előtt megalapította Vancouver Cityt, amelyet 1850-ben Amos Short Columbia Cityre nevezett át. A település végül 1855-ben vette fel mai nevét. Vancouver 1857. január 23-án kapott városi rangot. A törvényhozás 1859–1860-as ülésszakának rendelete alapján Vancouver rövid ideig Washington Territórium fővárosa volt. Ulysses S. Grant 1852 szeptemberétől 15 hónapon átt barakkfelügyelő volt.
Az Interstate híd 1917-es átadása előtt Vancouverben három hajógyár működött. A Pearl Harbor elleni japán támadást követően Henry J. Kaiser tulajdonába került hajógyárak a második világháború során 130 000 embernek adtak munkát.
Vancouver és a környező települések közt több alkalommal voltak konfliktusok a város nagy méretű növekedése miatt.

### Elnevezése
Mind a washingtoni, mind a kanadai Vancouver névadója George Vancouver tengerésztiszt. A washingtoni várost északi szomszédjánál korábban alapították és 29 évvel előbb kapott városi rangot. A félreértések elkerülése érdekében javasolták a déli település nevének Fort Vancouverre való módosítását. A helyiek a várost „The ’Couv” és „Vantucky” neveken becézik; utóbbit gyakran negatív kontextusban használják.

## Éghajlat
A város éghajlata mediterrán (a Köppen-skála szerint Csb).
| Hónap                         | Jan.  | Feb.  | Már. | Ápr. | Máj. | Jún. | Júl. | Aug. | Szep. | Okt. | Nov.  | Dec.  | Év    |
| ----------------------------- | ----- | ----- | ---- | ---- | ---- | ---- | ---- | ---- | ----- | ---- | ----- | ----- | ----- |
| Rekord max. hőmérséklet (°C)  | 17,8  | 22,8  | 28,3 | 32,2 | 37,2 | 40,6 | 41,1 | 38,9 | 39,4  | 32,2 | 21,7  | 17,8  | 41,1  |
| Átlagos max. hőmérséklet (°C) | 8,2   | 10,6  | 13,3 | 15,6 | 19,4 | 22,2 | 25,6 | 26,1 | 23,9  | 17,2 | 11,1  | 7,8   | 16,8  |
| Átlagos min. hőmérséklet (°C) | 0,0   | 0,6   | 2,8  | 4,4  | 7,2  | 10,0 | 11,7 | 11,7 | 8,9   | 5,0  | 2,8   | 0,0   | 5,5   |
| Rekord min. hőmérséklet (°C)  | −22,2 | −19,4 | −7,8 | −5,0 | −2,2 | 1,1  | 2,8  | 2,2  | −2,2  | −7,2 | −16,1 | −23,3 | −23,3 |
| Átl. csapadékmennyiség (mm)   | 150   | 115   | 107  | 81   | 69   | 49   | 18   | 19   | 41    | 86   | 165   | 163   | 1063  |
| Forrás: The Weather Channel   |       |       |      |      |      |      |      |      |       |      |       |       |       |

## Népesség
A 2010-es népszámláláskor a városnak 161 791 lakója, 65 691 háztartása és 40 246 családja volt. A népsűrűség 1281,5 fő/km2. A lakóegységek száma 70 005, sűrűségük 554,5 db/km2. A lakosok 80,9%-a fehér, 2,9%-a afroamerikai, 1%-a indián, 5%-a ázsiai, 1%-a a Csendes-óceáni szigetekről származik, 4,3%-a egyéb, 4,8%-a pedig kettő vagy több etnikumú. A spanyol vagy latino származásúak aránya 10,4% (   )
A háztartások 31,9%-ában élt 18 évnél fiatalabb. 42,6% házas, 13,2% egyedülálló nő, 5,5% egyedülálló férfi, 38,7% pedig nem család. 30% egyedül élt; 9,9%-uk 65 éves vagy idősebb. Egy háztartásban átlagosan 2,43 személy élt; a családok átlagmérete 3,02 fő.
A medián életkor 35,9 év volt. A város lakóinak 24%-a 18 évesnél fiatalabb, 9,4% 18 és 24 év közötti, 28,9%-uk 25 és 44 év közötti, 25,3%-uk 45 és 64 év közötti, 12,4%-uk pedig 65 éves vagy idősebb. A lakosok 48,8%-a férfi, 51,2%-a pedig nő.

## Gazdaság
Washington államban nincs személyi jövedelemadó; az ingatlanadó alacsonyabb az országos mediánnál, a forgalmi adó viszont magasabb annál. Oregon nem vet ki forgalmi adót, a jövedelemadó viszont jóval magasabb a washingtoninál. Mivel az Oregonban munkát vállalók az ottani jövedelemadót kötelesek fizetni, számos vancouveri Portlandben vásárol, viszont Vancouverben él és dolgozik.
Miután az erdőket kitermelték, egyre jelentősebb lett a szolgáltatóipar. Vancouverben található a Nautilius, a ZoomInfo, a Papa Murphy’s Pizza, valamint a The Holland (a Burgerville étteremlánc anyavállalata) székhelye.
Vancouver kikötője évente 400 óceánjárót fogad. A létesítmény területén egykor olajszállító központ megnyitását tervezték, azonban a kormányzó 2018 februárjában a projektet leállította.

### Revitalizáció
1997-ben a város az Interstate 5-től nyugatra és az Evergreen Boulevardtól délre fekvő terület átalakítása mellett döntött. A projekt keretében a 2000-es évek elején az Esther Short Park körül számos társasház épült.
2016-ban a Boise Cascade egykori papírgyárának helyén másfél milliárd dollár értékben 3300 lakás épült és 92 ezer négyzetméternyi kereskedelmi célra használható terület jött létre. A megnyitón több mint tizenötezren vettek részt. A 2017-ben elfogadott „ Redevelopment of Terminal One” projekt keretében átalakítják a kikötőt és szabadtéri piacot létesítenek.
A Columbian napilap új irodaháza 2008-ban nyílt meg, azonban az újság 2010 elején csődbe ment. Az épületben ma a városháza működik.
A Fort Vancouver Regional Library District új könyvtára 2011-ben nyílt meg.

## Kultúra
A huszonegyedik század elején a város a kulturális élet megújítása mellett döntött. 2010-ben művészek és galériatulajdonosok részvételével havi fórumokat tartottak. 2014-ben a belvárosban művészeti negyedet létesítettek.
A Day Hillborn által tervezett, 1936-ban megnyílt Kiggins Színház névadója J. P. Kiggins vállalkozó és politikus, aki 1908 és 1935 között összesen 15 éven át volt a város polgármestere. A létesítmény 2011-től közösségi térként üzemel. A település szimfonikus zenekara 1972-ben alakult meg.
A 2006 óta minden júniusban megrendezett Recycled Arts Festivalon bemutatott alkotások legalább 75%-ban újrahasznosított anyagokból készülnek. Az 1960-as évek óta megrendezett július 4-ei tűzijáték a térség egyik legnagyobbika volt; a 45 perces programon átlagosan hatvanezren vettek részt. A főszervező halála és a magas költségek miatt 2009-ben a bemutatót nem tartották meg; a következő, 2010-es esemény a korábbiaknál rövidebb volt, és 35 ezren vettek részt rajta.
A 4 Days of Alohát (más néven Hawaiian Festivalt) július végén rendezik meg több helyszínen. A 2012-ben Deva Yamashiro által alapított programsorozat Hawaii-t mutatja be. Augusztus végén rendezik meg a Vancouver Wine and Jazz Festivalt, amely az északnyugati régió legnagyobb dzsesszfesztiválja.

## Közlekedés
A város közúton két autópályán (I-5 és I-205), valamint négy állami országúton (SR 14, SR 500, SR 501 és SR 503) közelíthető meg.
A térség közösségi közlekedését a C-Tran biztosítja, melynek egyes járatai Portlandet is lefedik.
A huszadik század végén a TriMet által üzemeltetett Metropolitan Area Express egy járatát Vancouverig hosszabbították volna. A népszavazás során a javaslat elbukott, azonban az utóbbi időben az ellenzők tábora csökkent, így a város újra vizsgálja a hosszabbítás lehetőségét. A sárga vonalnak végül csak a Portlanden belüli szakasza épült meg, azonban meghagyták a hosszabbítás lehetőségét. A magas költségek miatt az Oregont és Washingtont összekötő hidat sem újították fel.
Vancouver vasútállomáson az Amtrak által üzemeltetett Amtrak Cascades, Coast Starlight és Empire Builder járatokra lehet felszállni.
A helyi repülőtér a belvároshoz közel található; kereskedelmi járatok onnan nem indulnak.
A város képviselőtestülete 2008-ban 5–1 arányban megszavazta azt a rendeletet, melynek értelmében kerékpárt, gördeszkát, rollert, görkorcsolyát és hasonló eszközöket nyilvános helyen használva kötelező bukósisakot viselni. A javaslatot sokan ellenezték; szerintük a helyi erőforrások pazarlása mellett korlátozza a személyes szabadságot. A polgármester erre a következő választ adta: „…átkozott statisztikák. Támogatom az intézkedést.”

## Nevezetes személyek
- Alina Cho, újságíró[67]
- Chuck Palahniuk, író[68]
- Don Bonker, politikus[69]
- Frances Yeend, operaénekes[70]
- Garrett Grayson, NFL-játékos[71]
- Gerry Staley, baseballjátékos[72]
- Greg Biffle, NASCAR-versenyző[73]
- Greg Peach, CFL-játékos[74]
- Hugo McCord, bibliatudós[75]
- Isaac Scott, zenész[76]
- Jason V. Brock, író[77]
- Jeffrey C. Wynn, geofizikus[78]
- Kathi Wilcox, zenész[79]
- Lars Larson, műsorvezető[80]
- Linda Garcia, környezetvédelmi aktivista[81]
- Lon Simmons, sportkommentátor[82]
- Mary Barnard, költő[83]
- Michael Roos, NFL-játékos[84]
- Randy Myers, baseballjátékos[85]
- Ricky Simon, harcművész[86]
- Ron Larson, író és matematikus[87]
- Scott Mosier, producer[88]
- Seth Aaron Henderson, divattervező[89]
- Tamina Snuka, pankrátor[90]
- Taylor Williams, baseballjátékos[91]
- Tina Ellertson, labdarúgó[92]
- Tonya Harding, műkorcsolyázó[93]
- Ulysses S. Grant, az USA 18. elnöke[94]
- Val Ogden, politikus[95]
- Westley Allan Dodd, sorozatgyilkos[96]
- William F. Nolan, író[97]
- Willie Nelson, énekes[98]

## Testvérvárosok
Vancouver a Kiotó prefektúrában fekvő Dzsójóval ápol testvérvárosi kapcsolatokat. A perui Arequipával 1961 és 1993 között élt hasonló együttműködés.

## Fordítás
- Ez a szócikk részben vagy egészben  a   Vancouver, Washington című angol Wikipédia-szócikk ezen változatának fordításán alapul.  Az eredeti cikk szerkesztőit annak laptörténete sorolja fel. Ez a jelzés csupán a megfogalmazás eredetét és a szerzői jogokat jelzi, nem szolgál a cikkben szereplő információk forrásmegjelöléseként.